# لیونیدس (مینه‌سوتا)
لیونیدس، مینه‌سوتا (به انگلیسی: Leonidas, Minnesota) یک شهر در ایالات متحده آمریکا است که در شهرستان سنت لوئیس واقع شده‌است.

## خصوصیات
لیونیدس ۳٫۷۳ کیلومترمربع مساحت و ۵۲ نفر جمعیت دارد و ۴۳۹ متر بالاتر از سطح دریا واقع شده‌است.